# Anthony Marciano
Pour les articles homonymes, voir Marciano.
Anthony Marciano est un réalisateur et scénariste français né le 30 novembre 1979.

## Biographie
C'est grâce à son frère qu'il rencontre Max Boublil. Il aidera ce dernier à écrire ses sketches. Ils écrivent notamment des chansons humoristiques chantées par Max Boublil dans ses spectacles, comme Ce soir... tu vas prendre qui fait le buzz.
En 2007, il est l'un des fondateurs du site du financement participatif My Major Company. Il commence ensuite à écrire avec Max Boublil le scénario de Les Gamins, qu'ils mettront 4 ans à produire. Le film sort en 2013 et fait plus d'un million d'entrées en France.

## Filmographie
Sauf indication contraire, les informations mentionnées dans cette section peuvent être confirmées par la base de données cinématographiques IMDb,  présente dans la section « Liens externes ».

### Réalisateur et scénariste
- 2013 : Les Gamins
- 2015 : Robin des bois, la véritable histoire
- 2019 : Play
- 2022 : Miskina, la pauvre (série TV) - 4 épisodes
- 2026 : Le Rêve américain

### Compositeur
- 2013 : Les Gamins

### Acteur
- 2013 : The Neighbors - saison 1, épisode 22 : un joueur de carte